# アブラハム・ヘルツフェルト
アブラハム・ヘルツフェルトまたはアブラハム・ハーツフェルト (ヘブライ語: אברהם הרצפלד、1891年6月5日 - 1973年8月30日）は、イスラエルのシオニズム運動家、政治家。クネセト一員（当時）。さまざまな政党の創設者の一員となったほか、農業や社会、国家に対する多くの貢献により1972年にイスラエル賞を受賞した。

## 初期の経歴
1891年6月21日、ロシア帝国のStavishtに生まれた。イェシーバーに通いラビの資格を得、1906年、Zionist Socialist Workers Partyに参加した。1914年、オスマン帝国のパレスチナに移住し、ペタフ・ティクヴァで農業労働者として働いた。